# Krabbezakje
Het krabbezakje (Sacculina carcini) is een parasitaire rankpootkreeft uit de familie Sacculinidae, die langs de Belgische en Nederlandse kust vrij algemeen wordt aangetroffen op krabben uit de zwemkrabbenfamilie (Polybiidae) en op de strandkrab (Carcinus maenas).

## Kenmerken
Alhoewel verwant met de zeepokken, lijkt het krabbezakje helemaal niet op een schaaldier. De parasiet bestaat uit een vertakte structuur binnen in de gastheer (een zwemkrab) en een uitwendig zakje dat zich op het abdomen bevindt.

## Levensloop
Krabbezakjes zijn als larve vrijlevend. Ze doorlopen eerst een nauplius stadium, dat zich vervolgens transformeert tot een cyprislarve. Deze cyprislarve belandt op het pantser van een potentiële gastheer, aangetrokken door zijn geur (chemotaxie).
Deze larve kruipt over de krab tot ze de dunne huid van een scharnierpunt vindt. Daar verandert ze door vervelling in het zogenaamde kentrogon stadium (Hoeg et al., 2005). De kentrogon ontwikkelt vervolgens een soort injectienaald waarmee ze zichzelf in het lichaam van de krab injecteert. De volgende fase heet het vermigon stadium. Dit is een wormachtige vorm die door de krab heen kruipt en zich in de buurt van het achterlijf vastzet. Uit deze vorm groeien vertakkingen (de interna) die zich in het gehele lichaam verspreiden en waarmee voedsel wordt opgenomen. Uiteindelijk vormt zich uitwendig op het achterlijf het typische zakje (de externa).
Eenmaal binnen in de krab, scheidt S. carcini stoffen af die interfereren met de hormoonhuishouding van de gastheer, waardoor mannelijke krabben vrouwelijke kenmerken en gedragingen vertonen en de vervellingen worden stopgezet. De krab wordt als het ware chemisch gecastreerd. De enige functie van de gastheer is nu nog het voeden van de parasiet.
Als een vrijlevend mannelijk krabbezakje (cypris stadium) een vrouwelijk exemplaar ontmoet, dan injecteert deze zich in het vrouwelijk zakje en smelt ermee samen, waarbij het voor de rest van het leven van de gastheer zaadcellen produceert. Op regelmatige tijdstippen worden dan wolkjes parasietenlarfjes naar buiten gespoten.

## Voorkomen
Sacculina carcini komt voor in het verspreidingsgebied van zijn gastheren. Ook bij de strandkrab populaties die als exoot in o.a. Amerika zijn terechtgekomen, komt het krabbezakje voor (Boschma, 1972), waar het trouwens ook de daar inheemse soort Callinectes sapidus infecteert.